# Claudio Prieto
Claudio Prieto Alonso (Muñeca de la Peña, provincie Palencia, 24 november 1934 – Madrid, 5 april 2015) was een Spaans componist. Hij gebruikte het pseudoniem: Ezequiel Palencia.

## Levensloop
Prieto kreeg zijn muzikale basisopleiding in verschillende muzikale formaties, vooral in de Banda municipal de Música del municipio de Guardo. Op 16-jarige leeftijd vertrok hij naar San Lorenzo de El Escorial. Aldaar kreeg hij zijn verdere opleiding van de musicoloog en Augustijner pater Samuel Rubio. Met een studiebeurs van het ministerie van cultuur kon hij in 1960 aan de Accademia Nazionale di Santa Cecilia in Rome voor 3 jaar gaan studeren. Zijn docenten aldaar waren onder anderen Goffredo Petrassi, Bruno Maderna en Boris Porena. Nadat hij zijn diploma's behaald had, ging hij naar Spanje terug.
Hij voltooide zijn kennis tijdens de Darmstädter Ferienkurse für Neue Musik bij György Ligeti, Karlheinz Stockhausen en Earle Brown. In deze tijd ging ook zijn werd Improvisación voor kamerensemble in première. Zijn nationale en internationale doorbraak als componist kreeg hij met zijn Solo a Solo, voor dwarsfluit en gitaar.
Prieto overleed in 2015 op 84-jarige leeftijd.

## Composities

### Werken voor orkest
- 1962 · Movimientos, voor viool en kamerorkest
- 1972 · Al-Gamara, voor kamerorkest
- 1976 · Symfonie nr. 1, voor gemengd koor en orkest
- 1977 · Nebulosa, voor orkest
- 1979 · Concierto 1 in memoriam Conrado del Campo, voor kamerorkest
- 1985-1986 · Concierto de amor, voor cello en orkest
- 1993 · Adagio
- 1994 · Concierto latino, voor klarinet en strijkorkest
- 1994 · Symfonie nr. 3 "Frühbeck Symphonie", voor orkest
- 1995 · Concierto del Escorial, voor viool en strijkorkest
- 1995 · Concierto mediterráneo, voor trompet in Es en orkest
- 1995 · Ensoñaciones, voor strijkorkest
- 1996 · Peñas arriba, Adagio, voor groot orkest
- 2001 · Himno a Guardo, voor sopraan, groot gemengd koor en orkest - tekst: Javier Castrillo
- 2006 · Symfonie nr. 4 Martín y Soler, voor orkest
- Catedral de Toledo, voor orkest
- Contrastes, voor orkest
- Fandango de Soler, voor orkest
- Fantasía ibérica
- Improvisación, voor kamerorkest
- La Bella Desconocida, voor sopraan, gemengd koor en orkest
- Symfonie nr. 2, voor orkest

### Cantates
- 1975 · Hechos de la Pasión, cantate

### Werken voor koren
- 1990 · Canción de arada, voor gemengd koor

### Vocale muziek
- 1996 · Al alto Espino, voor zangstem en piano - tekst: Antonio Machado (1875-1939)
- 1997 · Obra poética, voor zangstem en piano
- 2007 · Caminos, voor sopraan en piano - tekst: Antonio R. Llanillo
- 2008 · Luz muriente, voor sopraan en piano - tekst: María Victoria Atencia
- Oda XIV, voor mezzosopraan en kamerorkest

### Kamermuziek
- 1962 · Canto de Antonio Machado, voor dwarsfluit, klarinet, harp en altviool
- 1969 · Solo a Solo, voor dwarsfluit en gitaar (bekroond met de 2e prijs van "Juventudes Musicales" in 1969)
- 1973 · Sugerencia voor altviool
- 1974 · El juego de la música, voor blaaskwintet
- 1975 · Pezzi per quarteto d'archi, voor strijkkwartet
- 1975 · Fantasía, voor cello en piano
- 1977 · Reflejos, voor vier klarinetten
- 1984 · Lim 79, voor klarinet, viool, piano en slagwerk
- 1988 · Sonata nr. 5, voor altviool en piano
- 1989 · Sonata nr. 7 (Canto de Amor), voor cello en piano
- 1991 · Círculos, voor dwarsfluit, althobo, altviool, contrabas en slagwerk
- 1992 · · Cuarteto de primavera, voor strijkkwartet
- 1995 · Colores mágicos, voor klarinet, fagot en piano
- 1996 · Lindajara, voor viool en cello
- 1996 ·Sonata 3, voor klarinet en piano
- 1996 · Omaggio petrassiano, voor dwarsfluit, klarinet, viool, cello en piano
- 2003 · Sonata 14 "Festera", voor hoorn en piano
- 2007 · Balada en fa, voor viool en piano
- 2007 · Danzas españolas naar de danzas nr 3 en 6 van Pablo de Sarasate, voor viool en piano
- 2008 · Leyenda, voor viool en piano
- 2008 · Sonata 11, voor contrabas en piano
- 2008 · Sonata 17 - "Quevediana", voor viool en piano
- 2008 · Sonata 19 - "El calor de lo humano", voor altsaxofoon en piano
- Aires de ballet, voor cello en piano
- Canto al Poeta de Los Sonidos, voor viool, cello en piano
- Danza hispánica, voor harp en strijkkwartet
- Suite Italia, voor dwarsfluit, cello en klavecimbel
- Trio en sol, voor viool, cello en piano

### Werken voor piano
- 1975 · Recuerdos de amistad La boda - sintonía I
- 1975 · Recuerdos de amistad El baile - sintonía III
- 1975 · Recuerdos de amistad Nostalgia - sintonía V
- 1975 · Recuerdos de amistad El festejo - sintonía VI
- 1994 · Una página para Rubinstein
- 1994 · Turiniana
- 1997 · Meditación
- 1997 · Pieza caprichosa
- 1997 · Sonata 10, voor piano vierhandig
- 1997 · Sonata 12
- 2007 · La mirada abierta, fantasía
- 2008 · Jaén 2008
- 2008 · Mosaico sonoro

### Werken voor klavecimbel
- 1975 · Recuerdos de amistad El encuentro - sintonía II
- 1994 · Sonata 2
- 2008 · Sonata 13

### Werken voor gitaar
- 1991 · Fantasía balear
- 1995 · Preludio de luz y calor
- 1996 · In solidum, voor 2 gitaren
- 2004 · Contaba y contaba
- 2004 · La luz de la palabra, voor 3 gitaren
- 2004 · Rapsodia gitana
- Partita del alma
- Sonata 9 "Canto a Mallorca"

### Werken voor accordeon
- 2007 · Sonata 15 - "Imágenes de la memoria"